# 桓公 (春秋宋)
桓公（かんこう、? - 紀元前651年）は、春秋時代の宋の君主（在位前682年 - 前651年）。姓は子、名は禦説。荘公の子。湣公の弟にあたる。 

## 生涯
紀元前682年、南宮万が湣公を蒙沢で殺害し、大夫の仇牧を城門で殴殺した。さらに太宰の華父督を殺害し、公子游を宋国の君主に立てた。禦説は亳に逃れ、ほかの公子たちは蕭に逃れた。南宮万の弟の南宮牛と猛獲は軍を率いて亳を包囲した。蕭叔大心と宋の公族たちは曹の軍を借りて南宮万を攻撃し、南宮牛を軍中で殺し、游を国都で殺害した。禦説が擁立された。猛獲は衛に逃れ、南宮万は陳に逃れたが、いずれも送還されて殺害された。
紀元前681年春、桓公は斉・蔡・陳・邾と北杏で会合した。紀元前680年、斉・陳・曹が宋を攻撃した。周の単伯が諸侯の連合軍に合流すると、宋は屈服して和議を結んだ。桓公は単伯や斉・衛・鄭と鄄で会合した。紀元前679年、斉・陳・衛・鄭と鄄で会合した。斉・邾とともに郳を討つと、その隙に鄭が宋に侵攻してきた。紀元前678年、斉・衛とともに鄭を攻撃した。斉・陳・衛・鄭・許・滑・滕と幽で盟約を結んだ。
紀元前675年、魯の公子結と連携し、斉・陳とともに魯の西鄙を攻撃した。紀元前668年、斉・魯とともに徐を攻撃した。紀元前667年、斉・魯・陳・鄭と幽で盟約を結んだ。紀元前666年、楚が鄭を攻撃したため、宋は斉・魯とともに鄭を救援した。紀元前662年、斉の桓公と梁丘で会談した。
紀元前659年、斉・魯・曹とともに邢を救援した。斉・魯・鄭・曹・邾と檉で会合した。紀元前658年、斉・江・黄と貫で盟約を結んだ。紀元前657年、斉・江・黄と陽穀で会合した。紀元前656年、斉・魯・陳・衛・鄭・許・曹とともに蔡を攻め落とし、楚に侵攻した。楚が屈服したので、召陵で盟約を結んだ。斉・魯・衛・鄭・許・曹とともに陳を攻撃した。紀元前655年、斉・魯・陳・衛・許・曹と首止で盟約を結んだ。紀元前654年、斉・魯・陳・衛・曹とともに鄭を攻撃し、楚軍に包囲された許を救援した。紀元前653年、斉・魯・陳・鄭と甯母で盟約を結んだ。紀元前652年、斉・魯・衛・鄭・許・曹・陳と洮で盟約を結んだ。
紀元前651年の春に死去した。

## 子女
- 目夷（子魚） - 公孫友の父、魚氏の祖[1]。
- 茲甫 - 宋の襄公
- 公子鱗
- 公子盪
- 公子向
- 公子敖